# برازلندیا
برازلندیا (به پرتغالی: Brazlândia) یک منطقهٔ مسکونی در برزیل است که در ناحیه فدرال (برزیل) واقع شده‌است. برازلندیا ۴۷۴٫۸۳ کیلومتر مربع مساحت و ۵۳٫۸۷۴ نفر جمعیت دارد.